# VfL Wolfsburg
Die VfL Wolfsburg-Fußball GmbH ist ein Fußballunternehmen aus Wolfsburg, das 2001 durch Ausgliederung der Lizenzspielerabteilung des 1945 gegründeten Verein für Leibesübungen Wolfsburg e. V. entstand. Die Volkswagen AG, welche den Verein zuvor mehr als 20 Jahre lang gefördert hatte, beantragte 2001 erfolgreich eine Ausnahmeregelung entgegen der 50+1-Regel, analog zur Ausnahme für Bayer 04 Leverkusen. Volkswagen übernahm den VfL dabei in zwei Schritten, zunächst zu 90 Prozent und Ende 2007 dann komplett (sogenannte Lex Leverkusen und Wolfsburg).
Die erste Herrenmannschaft des VfL Wolfsburg spielt seit 1997 in der Fußball-Bundesliga. Sie wurde 2009 Deutscher Meister und gewann 2015 den DFB-Pokal und den DFL-Supercup.

## Geschichte

### Erste Jahre
Bereits ab 1938 fungierte mit der WKG VW Stadt des KdF-Wagens innerhalb des Volkswagenwerkes eine Betriebssportgemeinschaft, welche bis 1944 in der Gauliga Osthannover höherklassig aktiv war. Im Jahr 1945 wurde die Wettkampfgemeinschaft vorzeitig vom Spielbetrieb zurückgezogen und aufgelöst.
Nur wenige Monate nach der Gründung am 12. September 1945 erlebte der Verein seinen ersten herben Rückschlag. Beinahe die komplette Mannschaft verließ den Verein und gründete den 1. FC Wolfsburg. Der damalige Trainer Josef Meyer stellte eine neue Mannschaft zusammen.
Schon im ersten Jahr ihrer Existenz gelang der Mannschaft der Gewinn der 1. Kreisklasse-Meisterschaft und der Aufstieg in die Bezirksliga. In den Spielzeiten 1951, 1952 und 1954 folgten weitere Titel in der Amateuroberliga Niedersachsen-Ost. Im zuletzt genannten Jahr gelang schließlich der Aufstieg in die Oberliga Nord, eine der damals höchsten deutschen Spielklassen. Im letzten Aufstiegsspiel setzte sich der VfL mit 2:1 gegen den Heider SV durch.

### In der Oberliga Nord
| Saison  | Liga                          | Platz | Tore   | Punkte |
| ------- | ----------------------------- | ----- | ------ | ------ |
| 1954/55 | Oberliga Nord                 | 14    | 34:53  | 24-36  |
| 1955/56 | Oberliga Nord                 | 14    | 55:62  | 25-35  |
| 1956/57 | Oberliga Nord                 | 14    | 51:71  | 26-34  |
| 1957/58 | Oberliga Nord                 | 11    | 57:57  | 26-34  |
| 1958/59 | Oberliga Nord                 | 16    | 31:56  | 16-44  |
| 1959/60 | Amateuroberliga Niedersachsen | 3     | 64:27  | 41:23  |
| 1960/61 | Amateuroberliga Niedersachsen | 5     | 60:54  | 36:28  |
| 1961/62 | Amateuroberliga Niedersachsen | 3     | 76:42  | 39:21  |
| 1962/63 | Amateuroberliga Niedersachsen | 1     | 76:32  | 49:11  |
| 1963/64 | Regionalliga Nord             | 9     | 50:61  | 34:34  |
| 1964/65 | Regionalliga Nord             | 6     | 53:56  | 32-32  |
| 1965/66 | Regionalliga Nord             | 8     | 55:55  | 32-32  |
| 1966/67 | Regionalliga Nord             | 4     | 57:33  | 40-24  |
| 1967/68 | Regionalliga Nord             | 3     | 61:34  | 43-21  |
| 1968/69 | Regionalliga Nord             | 6     | 59:44  | 38-26  |
| 1969/70 | Regionalliga Nord             | 2     | 78:35  | 46-18  |
| 1970/71 | Regionalliga Nord             | 9     | 56:48  | 36-32  |
| 1971/72 | Regionalliga Nord             | 3     | 63:38  | 45-23  |
| 1972/73 | Regionalliga Nord             | 3     | 71:35  | 46-22  |
| 1973/74 | Regionalliga Nord             | 4     | 77:51  | 46-26  |
| 1974/75 | 2. Bundesliga                 | 19    | 61:89  | 26-50  |
| 1975/76 | Oberliga Nord                 | 2     | 72:36  | 46-22  |
| 1976/77 | 2. Bundesliga                 | 20    | 46:119 | 16-60  |
| 1977/78 | Oberliga Nord                 | 2     | 74:46  | 46-22  |
| 1978/79 | Oberliga Nord                 | 5     | 61:46  | 35-33  |
| 1979/80 | Oberliga Nord                 | 3     | 79:45  | 47-21  |
| 1980/81 | Oberliga Nord                 | 6     | 76:52  | 45-23  |
| 1981/82 | Oberliga Nord                 | 4     | 48:45  | 40-28  |
| 1982/83 | Oberliga Nord                 | 5     | 70:51  | 38-30  |
| 1983/84 | Oberliga Nord                 | 14    | 59:69  | 31-37  |
| 1984/85 | Oberliga Nord                 | 9     | 38:43  | 34-34  |
| 1985/86 | Oberliga Nord                 | 6     | 44:52  | 36-32  |
| 1986/87 | Oberliga Nord                 | 6     | 75:40  | 39-25  |
| 1987/88 | Oberliga Nord                 | 2     | 100:37 | 54-14  |
| 1988/89 | Oberliga Nord                 | 3     | 65:36  | 43-25  |
| 1989/90 | Oberliga Nord                 | 4     | 60:48  | 42-26  |

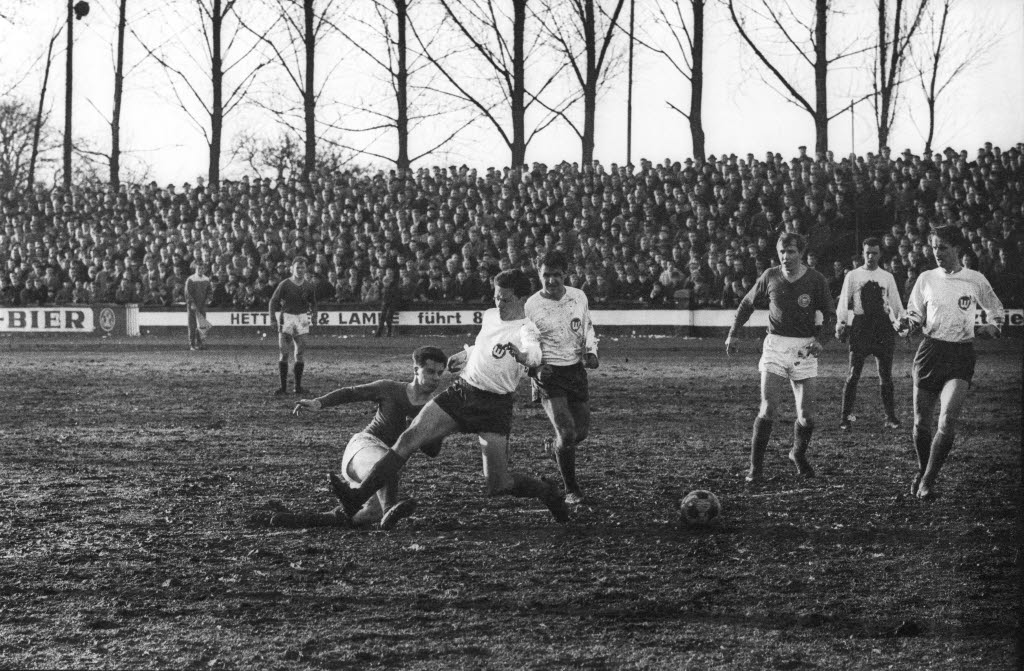
Auswärtsspiel bei Holstein Kiel (0:0), 7. Februar 1965

Auch wenn der VfL Wolfsburg gleich im ersten Oberliga-Jahr mit einem 1:0-Sieg über den Hamburger SV – jene Mannschaft, die Jahr für Jahr die Oberliga Nord dominierte und fast immer Meister wurde – für Furore sorgte, spielte der Klub ansonsten in dieser Spielklasse keine große Rolle. In den ersten drei Jahren der Zugehörigkeit entging man stets nur knapp dem Abstieg, ob unter Trainer Ludwig Lachner, Ernst Sontow oder Josef Kretschmann. Erst die Saison 1957/58 unter Trainer Walter Risse brachte mit Platz 11 Besserung. 1959 musste der VfL unter Imre Farkaszinski schließlich wieder den Gang in die Zweitklassigkeit antreten. Der Wiederaufstieg in die Regionalliga Nord gelang 1963. Im selben Jahr erreichte die Mannschaft auch das Endspiel um die deutsche Amateurmeisterschaft, das sie aber gegen die Amateure des VfB Stuttgart mit 0:1 verlor. In dieser Zeit trugen mehrere größere Vereine wie zum Beispiel der FC Bayern München und der FC Santos mit dem VfL Testspiele aus.
Erst 1970 stand der Club wieder kurz vor dem Aufstieg in die erste Liga; trotz Vizemeisterschaft in der Regionalliga Nord wurde der Aufstieg in die Bundesliga jedoch verpasst. Im selben Jahr war der VfL Wolfsburg am ersten Elfmeterschießen in der Geschichte des DFB-Pokals beteiligt. In der ersten Hauptrunde des DFB-Pokals 1970/71 gegen den FC Schalke 04 musste nach einem 2:2 n. V. im Hinspiel und einem 1:1 n. V. im Wiederholungsspiel erstmals von der neuen Regel Gebrauch gemacht werden. Die Wölfe verwandelten nur einen Strafstoß und unterlagen mit 2:4 nach Elfmeterschießen.
Für die 1974 gegründete 2. Bundesliga hatte sich der VfL zwar qualifiziert, er stieg jedoch in der Premierensaison wieder ab und verschwand nach anschließendem Wiederauf- und -abstieg für gut fünfzehn Jahre aus dem Profifußball, trotz vereinzelter Teilnahmen an den Aufstiegsrunden zur 2. Bundesliga infolge guter Platzierungen.

### Zweitliga- und Bundesligaaufstieg (1990–2007)
| Saison    | Liga          | Platz | Tore  | Punkte |
| --------- | ------------- | ----- | ----- | ------ |
| 1990/91   | Oberliga Nord | 1     | 81:36 | 53-15  |
| 1991/92   | Oberliga Nord | 1     | 82:36 | 45-19  |
| 1992/93   | 2. Bundesliga | 14    | 65:69 | 45-47  |
| 1993/94   | 2. Bundesliga | 5     | 47:45 | 40-36  |
| 1994/95   | 2. Bundesliga | 4     | 51:40 | 43-25  |
| 1995/96   | 2. Bundesliga | 12    | 41:46 | 44     |
| 1996/97   | 2. Bundesliga | 2     | 52:29 | 58     |
| 1997/98   | Bundesliga    | 14    | 38:54 | 39     |
| 1998/99   | Bundesliga    | 6     | 54:49 | 55     |
| 1999/2000 | Bundesliga    | 7     | 51:58 | 49     |
| 2000/01   | Bundesliga    | 9     | 60:45 | 47     |
| 2001/02   | Bundesliga    | 10    | 57:49 | 46     |
| 2002/03   | Bundesliga    | 8     | 39:42 | 46     |
| 2003/04   | Bundesliga    | 10    | 56:61 | 42     |
| 2004/05   | Bundesliga    | 9     | 49:51 | 48     |
| 2005/06   | Bundesliga    | 15    | 33:55 | 34     |
| 2006/07   | Bundesliga    | 15    | 37:45 | 37     |

Eintrittskarte des VfL aus der Saison 2000/01

In der Saison 1990/91 wurde man zwar erstmals Meister in der Oberliga Nord, scheiterte aber wieder einmal in der Aufstiegsrunde. Nach erneuter Meisterschaft 1992 gelang anschließend auch der Sieg in der Aufstiegsrunde und damit der Sprung in die Zweite Liga. Anschließend etablierte sich der VfL zunächst in der Zweiten Liga. Unter der Führung von Manager Peter Pander wurde der Club dann bereits 1995 zum Aufstiegsaspiranten. Trotz Tabellenführung bis zum 22. Spieltag scheiterte man allerdings noch aufgrund des schlechteren Torverhältnisses an Fortuna Düsseldorf und verlor obendrein das DFB-Pokalfinale gegen Borussia Mönchengladbach mit 0:3. Am 11. Juni 1997 stieg der VfL schließlich in die Bundesliga auf. In einem Quasi-Endspiel gegen den 1. FSV Mainz 05, der mit einem Sieg ebenfalls noch hätte aufsteigen können, siegte Wolfsburg mit 5:4. Roy Präger und Detlev Dammeier erzielten jeweils zwei Tore.
Seitdem hat sich der VfL Wolfsburg zu einer festen Größe in der Bundesliga entwickelt. Bereits 1999 gelang der Mannschaft der Einzug in den UEFA-Pokal, danach qualifizierte man sich fünfmal für den UI-Cup. Im Herbst 2004 wurde das Team erstmals Tabellenführer der Bundesliga. 2006 und 2007 schloss man die Saison allerdings jeweils nur als 15. ab und entging dem Abstieg nur knapp; 2006 gelang der Klassenerhalt mit nur einem Punkt Vorsprung auf den 1. FC Kaiserslautern erst am letzten Spieltag.

### Ära Magath mit der Meisterschaft 2009 (2007–2009)
| Saison  | Liga       | Platz | Tore  | Punkte |
| ------- | ---------- | ----- | ----- | ------ |
| 2007/08 | Bundesliga | 5     | 58:46 | 54     |
| 2008/09 | Bundesliga | 1     | 80:41 | 69     |

Am 30. Mai 2007 wurde bekannt, dass Felix Magath ab dem 15. Juni in Personalunion neuer Trainer, Manager und Geschäftsführer bei den Wölfen wird. Sein Aufgabengebiet umfasste zudem die Betreuung des Nachwuchsbereiches sowie des restlichen sportlichen Bereiches. Ihm wurde damit freie Hand gelassen, was er auch mit Beginn der Saison 2007/08 konsequent nutzte. Das Personalkarussell drehte sich gewaltig und den namhaften Abgängen (unter anderem Kevin Hofland, Diego Klimowicz, Mike Hanke) standen viele Neuzugänge gegenüber. Neben erfahrenen Spielern wie Ricardo Costa, Josué und Grafite wurden junge Spieler wie Marcel Schäfer, Jan Šimůnek, Sascha Riether, Christian Gentner und Ashkan Dejagah verpflichtet, die sich schnell ins Mannschaftsgefüge eingliederten und Stammspieler wurden. Der langjährige Torhüter Simon Jentzsch wurde im Winter durch den jungen Diego Benaglio abgelöst. Zur Überraschung aller wurde am Ende der Spielzeit ein UEFA-Pokal-Platz erreicht. Den dafür nötigen Tabellenplatz 5 sicherte sich die Mannschaft am letzten Spieltag durch einen 4:2-Erfolg bei Borussia Dortmund. Zudem erreichte man 2007 und 2008 das Halbfinale im DFB-Pokal; dort scheiterte man gegen den VfB Stuttgart (0:1) und beim FC Bayern München (0:2).
Um den Kader weiter aufzuwerten, versuchte Magath im Sommer 2008, wie schon im Vorjahr, sich die Dienste erfahrener und zu entwickelnder Spieler zu sichern. Mit Andrea Barzagli und Cristian Zaccardo verpflichtete er zwei italienische Weltmeister von 2006, die der Abwehr größere Stabilität geben sollten. Außerdem kamen der türkische Juniorenauswahlspieler Mahir Sağlık und das deutsche Stürmertalent Alexander Esswein in die VW-Stadt.
In der ersten Runde des UEFA-Pokals stand die Mannschaft Rapid Bukarest gegenüber. Das Hinspiel wurde durch ein Tor von Grafite mit 1:0 gewonnen, das Rückspiel in Bukarest endete 1:1. Nun sah sich der VfL in der Gruppe E der AC Mailand, dem SC Heerenveen, Sporting Braga und dem FC Portsmouth gegenüber; er schaffte es, durch ein 2:2 gegen die Mailänder die Gruppe als Erster abzuschließen. Im Sechzehntelfinale schied man gegen Paris Saint-Germain aus.
Der größte sportliche Erfolg war der Gewinn der deutschen Meisterschaft in der Saison 2008/09. Maßgeblichen Anteil hatten neben Trainer Magath die beiden Stürmer Grafite und Edin Džeko, die zusammen 54 der insgesamt 80 Wolfsburger Tore erzielten, sowie Zvjezdan Misimović, der mit 22 Vorlagen der beste Vorbereiter der Bundesligageschichte wurde. Mit den 54 Toren (dies entspricht einer Quote von 68 %) wurde die bisherige Bestmarke des Duos Gerd Müller und Uli Hoeneß aus der Saison 1971/72 übertroffen. Mit 28 Treffern wurde Grafite außerdem Torschützenkönig. Der VfL Wolfsburg war der zwölfte Meister der Bundesligageschichte und der erste neue Titelträger seit 1970, der auf der Meisterschale verewigt wurde. Außerdem war der VfL der erste niedersächsische Meister seit Eintracht Braunschweig im Jahr 1967.

### Mittelmaß, Pokalsieg 2015 und Abstiegskampf (2009–2018)
| Saison  | Liga       | Platz | Tore  | Punkte | BL-Kader |
| ------- | ---------- | ----- | ----- | ------ | -------- |
| 2009/10 | Bundesliga | 8     | 64:58 | 50     |          |
| 2010/11 | Bundesliga | 15    | 43:48 | 38     |          |
| 2011/12 | Bundesliga | 8     | 47:60 | 44     |          |
| 2012/13 | Bundesliga | 11    | 47:52 | 43     |          |
| 2013/14 | Bundesliga | 5     | 63:50 | 60     |          |
| 2014/15 | Bundesliga | 2     | 72:38 | 69     | BL-Kader |
| 2015/16 | Bundesliga | 8     | 47:49 | 45     | BL-Kader |
| 2016/17 | Bundesliga | 16    | 34:52 | 37     | BL-Kader |
| 2017/18 | Bundesliga | 16    | 36:48 | 33     | BL-Kader |

Ende Juni 2009 löste Magath überraschend seinen Vertrag mit Wolfsburg auf und wechselte zum FC Schalke 04. Sein Nachfolger zur Saison 2009/10 wurde Armin Veh, der zunächst nicht nur als Trainer, sondern auch – wie zuvor Magath – als Sportdirektor und Geschäftsführer in Personalunion tätig war. Im Januar 2010 wurde Dieter Hoeneß als Manager eingestellt, der Veh in diesem Aufgabenbereich entlasten sollte. Ende Januar 2010, nach neun Pflichtspielen ohne Sieg und zuletzt einer 2:3-Niederlage gegen den 1. FC Köln, wurde Armin Veh beurlaubt. Er wurde durch Lorenz-Günther Köstner ersetzt, der bis auf Weiteres die Aufgaben des Cheftrainers der ersten Mannschaft des VfL Wolfsburg übernahm.
Zur Saison 2010/11 wurde nach langwieriger Trainersuche der ehemalige Nationaltrainer Englands, Steve McClaren, verpflichtet. Damit engagierte der VfL Wolfsburg als erster Bundesligist einen englischen Trainer. Dieser hatte im Vorjahr mit dem FC Twente die Meisterschaft in den Niederlanden gewonnen. Als Assistenz-Trainer wurde der ehemalige Fußballprofi und Weltmeister von 1990, Pierre Littbarski, eingestellt. Am 7. Februar 2011 wurde McClaren jedoch wegen Erfolglosigkeit schon wieder entlassen und Littbarski übernahm den Posten des Cheftrainers.
Am 18. März 2011 wurde schließlich die Rückkehr von Felix Magath als Trainer und Geschäftsführer Sport bekanntgegeben, der die „Wölfe“ mitten im Abstiegskampf übernahm und durch einen 3:1-Sieg in Hoffenheim am letzten Spieltag der Saison 2010/11 die Klasse hielt.
Am 25. Oktober 2012 wurde Magath vorzeitig von seinen Aufgaben entbunden – nach acht Spieltagen der Saison 2012/13 stand die Mannschaft auf dem letzten Platz; sie hatte bis dahin lediglich zwei Tore erzielt. Erneut betreute zunächst der bisherige Amateure-Trainer Lorenz-Günther Köstner den VfL. Das erste Spiel unter seiner Regie war ein 4:1-Sieg gegen Fortuna Düsseldorf. Am 22. Dezember 2012 wurde der bisherige Cheftrainer des 1. FC Nürnberg, Dieter Hecking, von dem aus Bremen gekommenen Geschäftsführer Klaus Allofs für die erste Mannschaft als Cheftrainer verpflichtet. Er erhielt einen Vertrag bis 2016.
2014 qualifizierte man sich nach fünf Jahren wieder für die Europa League. Im Januar 2015 verpflichtete der VfL Wolfsburg André Schürrle vom FC Chelsea, der als bis dahin teuerster Einkauf des VfL gilt. In der Europa League erreichte der VfL das Viertelfinale, in dem sie gegen den SSC Neapel ausschieden. Die Bundesliga-Saison wurde als Vizemeister abgeschlossen, wodurch der VfL an der UEFA Champions League 2015/16 teilnahm.

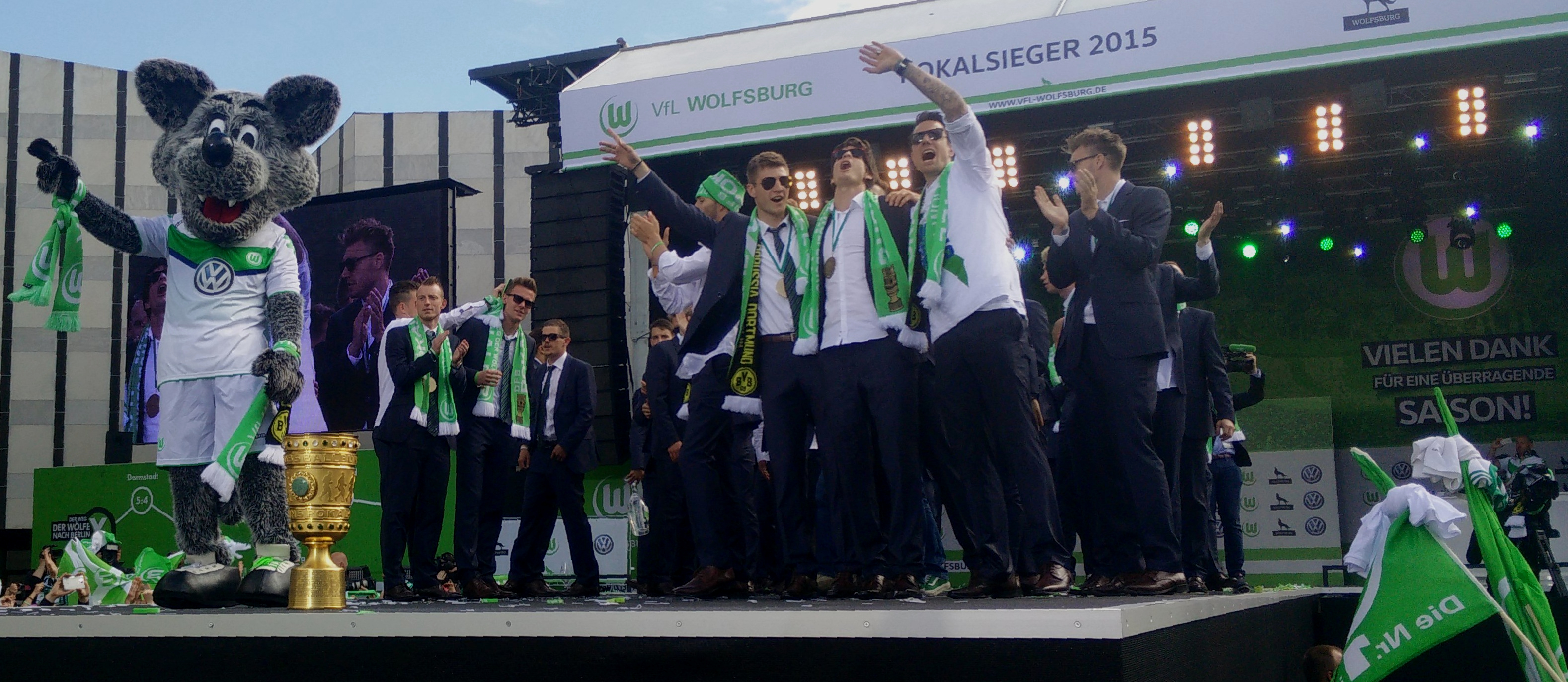
Spieler des VfL beim Empfang am 31. Mai 2015 in Wolfsburg

Am 30. Mai 2015 gewann der VfL Wolfsburg mit einem 3:1-Sieg gegen Borussia Dortmund das 72. DFB-Pokalfinale. Es war der erste DFB-Pokalsieg des VfL. Am 1. August 2015 gewann man gegen den FC Bayern München den DFL-Supercup.
Im August 2015 wechselte der deutsche Fußballer des Jahres Kevin De Bruyne für eine Bundesliga-Rekordsumme von etwa 75 Millionen Euro zu Manchester City. In der Champions League erreichte der VfL den Gruppensieg vor PSV Eindhoven, Manchester United und ZSKA Moskau und setzte sich anschließend im Achtelfinale gegen KAA Gent durch. Am 6. April 2016 siegte der VfL Wolfsburg im Hinspiel des Viertelfinales 2:0 über Real Madrid. Das Rückspiel wurde jedoch 0:3 verloren, sodass man ausschied. Die Bundesligasaison schloss Wolfsburg auf dem achten Tabellenplatz ab und verpasste damit die erneute Qualifikation für den Europapokal.
Am letzten Spieltag der Saison 2016/17 rutschte der VfL vom 15. auf den 16. Tabellenplatz ab, nachdem er das letzte Bundesligaspiel gegen den damaligen 16., den Hamburger SV, verloren hatte. Der VfL musste in die Relegation, in der er sich im Heimspiel und im Auswärtsspiel jeweils mit 1:0 gegen den Lokalrivalen Eintracht Braunschweig durchsetzte und den Klassenerhalt schaffte. Am 18. September 2017 trennte man sich vom Cheftrainer Andries Jonker und stellte als neuen Trainer Martin Schmidt vor. Am 19. Februar 2018 trat Martin Schmidt mit sofortiger Wirkung zurück und Bruno Labbadia übernahm das Traineramt. Ende April 2018 wurde der Sportdirektor Olaf Rebbe entlassen. Durch einen 4:1-Sieg gegen den 1. FC Köln sicherte sich Wolfsburg am letzten Spieltag der Saison die Teilnahme an der Relegation, in der mit zwei Siegen (3:1, 1:0) gegen Holstein Kiel wie im Vorjahr der Klassenerhalt gelang.

### Gegenwart (seit 2018)
| 2018/19 | Bundesliga | 6  | 62:50 | 55 | BL-Kader |
| 2019/20 | Bundesliga | 7  | 48:46 | 49 | BL-Kader |
| 2020/21 | Bundesliga | 4  | 61:37 | 61 | BL-Kader |
| 2021/22 | Bundesliga | 12 | 43:54 | 42 | BL-Kader |
| 2022/23 | Bundesliga | 8  | 57:48 | 49 | BL-Kader |
| 2023/24 | Bundesliga | 12 | 41:56 | 37 | BL-Kader |
| 2024/25 | Bundesliga | 11 | 56:54 | 43 | BL-Kader |

Zur Saison 2018/19 wurde Jörg Schmadtke als neuer Geschäftsführer Sport verpflichtet. Unter ihm wurde Marcel Schäfer neuer Sportdirektor. Im Sommer 2018 verließ mit Daniel Didavi ein Stammspieler den Verein, als dieser sich dem VfB Stuttgart anschloss. Von den Schwaben wurde derweil Daniel Ginczek verpflichtet. Auch der Niederländer Wout Weghorst von AZ, der mit 17 Toren treffsicherster Schütze wurde und Jerome Roussillon vom HSC Montpellier stießen zum VfL. Die Saison begann mit einem 1:0-Sieg in der ersten Runde des DFB-Pokals bei der SV Elversberg. In die Bundesliga startete der VfL Wolfsburg mit einem 2:1-Sieg gegen Vizemeister Schalke, ehe er in der Folgezeit in zehn Spielen nur zwei Siege holte und dadurch auf den 11. Platz abrutschte. Zum Ende der Hinrunde belegte der VfL den 5. Tabellenplatz. Durch sechs Niederlagen und drei Unentschieden bei acht Siegen belegten die Wolfsburger zum Ende der Saison den 6. Tabellenplatz und qualifizierten sich somit unter Trainer Labbadia nach der letztjährigen Rettung durch die Relegation noch für die Gruppenphase der UEFA Europa League.
Trotz des Erfolgs trennten sich die Wege des VfL und des Trainers, da Labbadia seinen auslaufenden Vertrag nicht verlängern wollte. Als Nachfolger für die Saison 2019/20 wurde Oliver Glasner verpflichtet, der im Vorjahr mit dem Linzer ASK die österreichische Vizemeisterschaft errang. Glasner unterschrieb einen Vertrag bis 2022. Auch unter ihm spielten die Wolfsburger in der ganzen Spielzeit um die internationalen Plätze; am Ende erreichte der VfL den siebten Platz, was ihm die Teilnahme an der 2. Qualifikationsrunde der Europa League ermöglicht. Beim 5:3-Erfolg über Werder Bremen am 28. November 2020 gelang den Wölfen der 300. Bundesliga-Sieg der Vereinsgeschichte.
Auch in der Folgesaison 2020/21 spielten die Wolfsburger eine gute Rolle. Nahezu die gesamte Rückrunde war die Vize-Meisterschaft in Reichweite. Durch Niederlagen gegen Frankfurt, München und Dortmund zum Ende der Spielzeit hin reichte es schließlich zum vierten Platz und somit zur Qualifikation für die UEFA Champions League 2021/22. Trotzdem beendeten der Verein und sein Trainer ihre Zusammenarbeit, ein Grund waren große Meinungsunterschiede zwischen Jörg Schmadtke und Oliver Glasner. Der fand eine neue Aufgabe als Cheftrainer von Eintracht Frankfurt.
Unter Mark van Bommel startete der VfL mit vier Siegen in die neue Saison und übernahm vorerst die Tabellenspitze. In den folgenden acht Pflichtspielen gab es jedoch nur drei Unentschieden und fünf Niederlagen, darunter das Pokalaus gegen Preußen Münster wegen eines Wechselfehlers. Wegen dieser Misserfolge musste der Trainer seinen Hut nehmen. Neuer Übungsleiter wurde Florian Kohfeldt, der mit drei Pflichtspielsiegen in die Saison startete. In der Folge lief es jedoch in der Bundesliga nicht so gut, sodass sich die Wolfsburger lange Zeit in Abstiegsgefahr befanden und erst gegen Ende der Saison die nötigen Punkte einfuhren, um in der Abschlusstabelle den zwölften Tabellenplatz zu belegen. In der Champions League hätten die Niedersachsen am letzten Spieltag der Gruppenphase noch die Chance gehabt, sich für das Achtelfinale zu qualifizieren, durch die Niederlage gegen den OSC Lille wurde jedoch auch der dritte Platz im Pool und damit die Chance auf die Teilnahme an der Europa League verspielt. Einen Tag nach dem Ende der Spielzeit trennte sich der Verein auch von diesem Trainer.
Neuer Chefübungsleiter in der Spielzeit 22/23 wurde Niko Kovač. Nach mäßigem Saisonstart gelang den Wölfen am sechsten Spieltag der erste Sieg gegen Eintracht Frankfurt, einen der früheren Vereine ihres Trainers. Von Anfang Februar 2023 bis April 2024 war Marcel Schäfer Sport-Geschäftsführer. Er trat die Nachfolge von Jörg Schmadtke an, der seinen auslaufenden Vertrag nicht mehr verlängerte. Schäfers Aufgaben auf der Position des Sportdirektors übernahm wiederum Sebastian Schindzielorz. Seit Juli 2024 ist der Däne Peter Christiansen Sport-Geschäftsführer des Vereins.

## VfL Wolfsburg-Fußball GmbH
Die VfL Wolfsburg-Fußball GmbH wurde am 16. Januar 2001 gegründet und ist seitdem unter der Registernummer HRB 100486 beim Amtsgericht Braunschweig eingetragen. Die Lizenzspielerabteilung des VfL Wolfsburg e. V. wurde am 23. Mai 2001 in die Gesellschaft ausgegliedert. Die Anteile wurden zunächst zu 90 Prozent von der Volkswagen AG und zu 10 Prozent vom e. V. gehalten. Möglich wurde dies durch eine Ausnahmeregelung der 50+1-Regel, die es einem Wirtschaftsunternehmen erlaubt, die Mehrheit zu übernehmen, wenn es seit mehr als 20 Jahren den Fußballsport des Muttervereins ununterbrochen und erheblich gefördert hat. Ansonsten ist höchstens eine Beteiligung von 50 Prozent abzgl. einer Stimme möglich, da der Verein die Stimmenmehrheit an seiner ausgegliederten Fußballabteilung behalten muss. Neben dem VfL Wolfsburg wird diese Ausnahmeregelung auf Bayer 04 Leverkusen und die TSG 1899 Hoffenheim angewandt. Am 20. Dezember 2007 wurde die Volkswagen AG alleinige Gesellschafterin.
Die Volkswagen AG hält ihre Anteile über die Volkswagen Group Services GmbH und verzichtet nach § 264 HGB auf die Veröffentlichung der Jahresabschlüsse der VfL Wolfsburg-Fußball GmbH.
Die GmbH wird von der Geschäftsführung geführt. Aktuelle Geschäftsführer sind Peter Christiansen, Michael Meeske und Tim Schumacher.
Oberstes Beschlussorgan ist die Gesellschafterversammlung. Sie wählt den neunköpfigen Aufsichtsrat, dessen Vorsitzender Frank Witter, Finanzvorstand der Volkswagen AG, ist.

## Sponsoren
Hauptsponsor ist seit 1952 die Volkswagen AG.
Für die Saison 2008/09 zahlte das Unternehmen 62,5 Millionen Euro und für die Saison 2009/10 67,5 Millionen Euro. In der Hinrunde der Saison 2008/09 trat der VfL ohne das VW-Logo auf der Brust auf; er unterstützte die Bild-Aktion Ein Herz für Kinder, deren Logo unentgeltlich auf dem Trikot getragen wurde. In den folgenden Jahren trat Wolfsburg wieder mit dem VW-Logo auf dem Trikot auf, die Zahlungen des Unternehmens dafür bewegten sich bis 2020 zwischen 20 und 30 Millionen Euro pro Saison. In den Saisons 2020/21 und 2021/22 erhöhte VW diesen Betrag auf jeweils 70 Millionen Euro. Seit der Saison 2013/14 ist die Brauerei Veltins offizieller Premiumpartner. Die Zusammenarbeit wurde zunächst auf drei Jahre ausgelegt. In den Jahren danach wurde die Zusammenarbeit zwischen dem Verein und Veltins mehrfach verlängert und besteht aktuell bis 2025.
Im Oktober 2014 musste die Volkswagen AG ein Bußgeld in Höhe von zwei Millionen Euro begleichen, weil ein Dienstleistungsvertrag mit T-Systems für die Pflege von Computersystemen erst verlängert wurde, nachdem T-Systems die Verlängerung eines Sponsoringvertrags mit dem VfL Wolfsburg angekündigt hatte. Eine Million musste wegen des strafbaren Koppelgeschäfts zwischen der Volkswagen AG und dem VfL Wolfsburg gezahlt werden und eine Million, weil Vorstandsmitglied Garcia Sanz pflichtwidrig keine Vorkehrungen gegen solche Straftaten getroffen hatte.

## Stadien

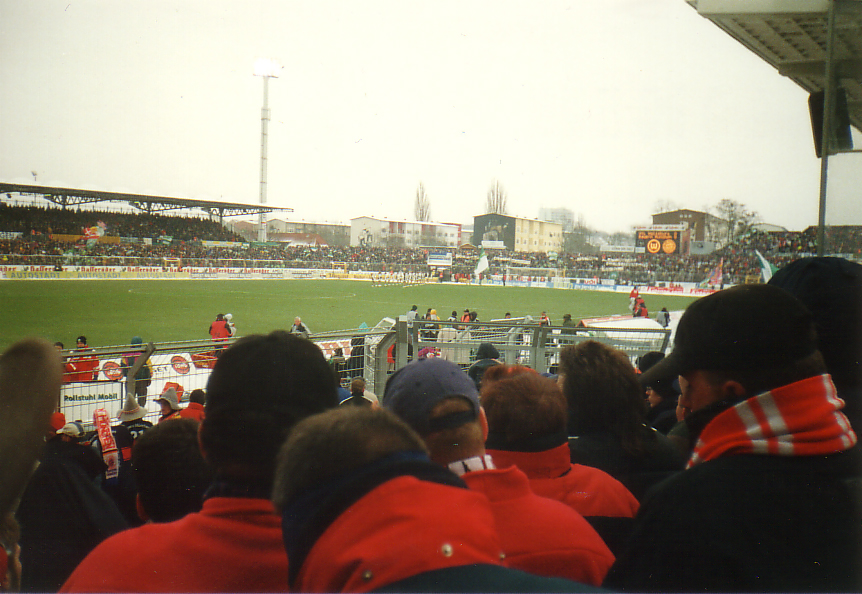
Das alte VfL-Stadion

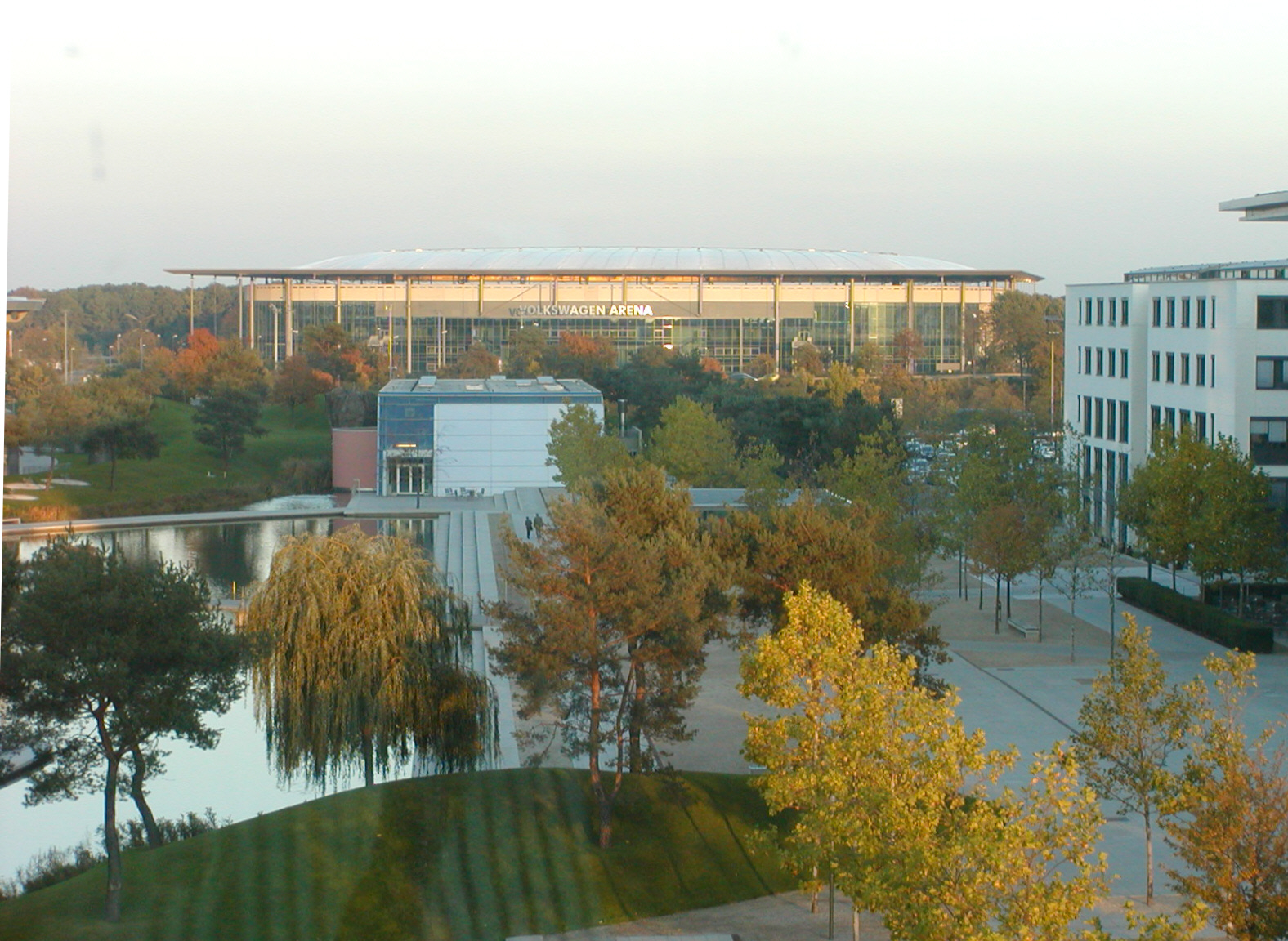
Arena in der Abendsonne

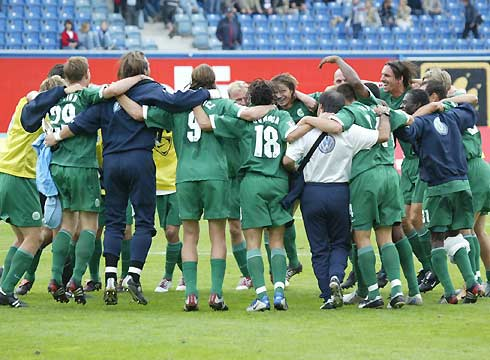
Die Mannschaft feiert die erstmalige Tabellenführung am 18. September 2004

### Volkswagen Arena
- Fassungsvermögen: 30.000 Zuschauer (bei internationalen Spielen: 26.000 Zuschauer)
- Veranstaltungsort von Konzerten, z. B. von Herbert Grönemeyer, Elton John oder Anastacia
- Einweihung Dezember 2002

### AOK Stadion
- Fassungsvermögen: 5.200 Zuschauer (1.700 Sitz- und 3.500 Stehplätze)
- Eröffnung am 23. Januar 2015
- Die Spielstätte ersetzt das VfL-Stadion am Elsterweg für die Frauenmannschaft. Zum Komplex gehören neben dem Stadion das VfL-Center und die VfL-FußballWelt.

### VfL-Stadion am Elsterweg
- Fassungsvermögen: 21.600 Zuschauer; nach Rückbau von Tribünen 17.600 Zuschauer, davon 12.500 Sitzplätze[31]
- Die Haupttribüne, die 1961 für 750.000 DM aus Betonelementen erbaut wurde, steht unter Denkmalschutz
- Einweihung am 10. Oktober 1947, Verabschiedung aus dem Stadion am 23. November 2002

## Erfolge

### Titel
- Deutscher Meister (1): 2009
- DFB-Pokalsieger (1): 2015
- DFL-Supercup (1): 2015
- Norddeutscher Amateurmeister (1): 1963
- Niedersächsischer Meister (1): 1963
- Meister der Amateuroberliga Niedersachsen (Staffel Ost) (4): 1951, 1952, 1954, 1963
- Niedersächsischer Amateurmeister (1): 1950
- NFV-Pokalsieger (3): 1962, 2002 (Amateure), 2003 (Amateure)

### Weitere Erfolge
- Niedersachsens Mannschaft des Jahres: 1994, 2015
- Deutscher Vizemeister (1): 2015
- Finalist im DFB-Pokal (1): 1995
- Finalist im DFB-Hallenpokal (1): 1999
- Deutscher Vize-Amateurmeister (1): 1963
- Teilnahme an der UEFA Europa League (früher UEFA-Cup): 1999/2000, 2008/09, 2014/15 und 2019/20.
- Teilnahme an der UEFA Champions League: 2009/10, 2015/16 und 2021/22
- Viertelfinalist in der UEFA Champions League (1): 2015/16
- Aufstieg in die Bundesliga: 1997
- Aufstieg in die Oberliga Nord: 1954
- Aufstieg in die 2. Bundesliga: 1974

### Europapokalbilanz
| Saison    | Wettbewerb            | Runde                  | Gegner               | Gesamt | Hin     | Rück          |
| --------- | --------------------- | ---------------------- | -------------------- | ------ | ------- | ------------- |
| 1999/2000 | UEFA-Pokal            | 1. Runde               | Debreceni VSC        | 3:2    | 2:0 (H) | 1:2 (A)       |
| 1999/2000 | UEFA-Pokal            | 2. Runde               | Roda JC Kerkrade     | 1:0    | 0:0 (A) | 1:0 (H)       |
| 1999/2000 | UEFA-Pokal            | 3. Runde               | Atlético Madrid      | 3:5    | 2:3 (H) | 1:2 (A)       |
| 2008/09   | UEFA-Pokal            | 1. Runde               | Rapid Bukarest       | 2:1    | 1:0 (H) | 1:1 (A)       |
| 2008/09   | UEFA-Pokal            | Gruppenphase           | SC Heerenveen        | 5:1    | 5:1 (H) | 5:1 (H)       |
| 2008/09   | UEFA-Pokal            | Gruppenphase           | Sporting Braga       | 3:2    | 3:2 (A) | 3:2 (A)       |
| 2008/09   | UEFA-Pokal            | Gruppenphase           | FC Portsmouth        | 3:2    | 3:2 (H) | 3:2 (H)       |
| 2008/09   | UEFA-Pokal            | Gruppenphase           | AC Mailand           | 3:3    | 3:3 (A) | 3:3 (A)       |
| 2008/09   | UEFA-Pokal            | Sechzehntelfinale      | Paris Saint-Germain  | 1:5    | 0:2 (A) | 1:3 (H)       |
| 2009/10   | UEFA Champions League | Gruppenphase           | ZSKA Moskau          | 4:3    | 3:1 (H) | 1:2 (A)       |
| 2009/10   | UEFA Champions League | Gruppenphase           | Manchester United    | 2:5    | 1:2 (A) | 1:3 (H)       |
| 2009/10   | UEFA Champions League | Gruppenphase           | Beşiktaş Istanbul    | 3:0    | 0:0 (H) | 3:0 (A)       |
| 2009/10   | UEFA Europa League    | Sechzehntelfinale      | FC Villarreal        | 6:3    | 2:2 (A) | 4:1 (H)       |
| 2009/10   | UEFA Europa League    | Achtelfinale           | Rubin Kasan          | 3:2    | 1:1 (A) | 2:1 n. V. (H) |
| 2009/10   | UEFA Europa League    | Viertelfinale          | FC Fulham            | 1:3    | 1:2 (A) | 0:1 (H)       |
| 2014/15   | UEFA Europa League    | Gruppenphase           | FC Everton           | 1:6    | 1:4 (A) | 0:2 (H)       |
| 2014/15   | UEFA Europa League    | Gruppenphase           | OSC Lille            | 4:1    | 1:1 (H) | 3:0 (A)       |
| 2014/15   | UEFA Europa League    | Gruppenphase           | FK Krasnodar         | 9:3    | 4:2 (A) | 5:1 (H)       |
| 2014/15   | UEFA Europa League    | Sechzehntelfinale      | Sporting Lissabon    | 2:0    | 2:0 (H) | 0:0 (A)       |
| 2014/15   | UEFA Europa League    | Achtelfinale           | Inter Mailand        | 5:2    | 3:1 (H) | 2:1 (A)       |
| 2014/15   | UEFA Europa League    | Viertelfinale          | SSC Neapel           | 3:6    | 1:4 (H) | 2:2 (A)       |
| 2015/16   | UEFA Champions League | Gruppenphase           | ZSKA Moskau          | 3:0    | 1:0 (H) | 2:0 (A)       |
| 2015/16   | UEFA Champions League | Gruppenphase           | Manchester United    | 4:4    | 1:2 (A) | 3:2 (H)       |
| 2015/16   | UEFA Champions League | Gruppenphase           | PSV Eindhoven        | 2:2    | 2:0 (H) | 0:2 (A)       |
| 2015/16   | UEFA Champions League | Achtelfinale           | KAA Gent             | 4:2    | 3:2 (A) | 1:0 (H)       |
| 2015/16   | UEFA Champions League | Viertelfinale          | Real Madrid          | 2:3    | 2:0 (H) | 0:3 (A)       |
| 2019/20   | UEFA Europa League    | Gruppenphase           | FK Oleksandrija      | 4:1    | 3:1 (H) | 1:0 (A)       |
| 2019/20   | UEFA Europa League    | Gruppenphase           | AS Saint-Étienne     | 2:1    | 1:1 (A) | 1:0 (H)       |
| 2019/20   | UEFA Europa League    | Gruppenphase           | KAA Gent             | 3:5    | 2:2 (A) | 1:3 (H)       |
| 2019/20   | UEFA Europa League    | Sechzehntelfinale      | Malmö FF             | 5:1    | 2:1 (H) | 3:0 (A)       |
| 2019/20   | UEFA Europa League    | Achtelfinale           | Schachtar Donezk     | 1:5    | 1:2 (H) | 0:3 (A)       |
| 2020/21   | UEFA Europa League    | 2. Qualifikationsrunde | FK Kukësi            | 4:0    | 4:0 (A) |               |
| 2020/21   | UEFA Europa League    | 3. Qualifikationsrunde | Desna Tschernihiw    | 2:0    | 2:0 (H) |               |
| 2020/21   | UEFA Europa League    | Play-offs              | AEK Athen            | 1:2    | 1:2 (A) |               |
| 2021/22   | UEFA Champions League | Gruppenphase           | OSC Lille            | 1:3    | 0:0 (A) | 1:3 (H)       |
| 2021/22   | UEFA Champions League | Gruppenphase           | Sevilla FC           | 1:3    | 1:1 (H) | 0:2 (A)       |
| 2021/22   | UEFA Champions League | Gruppenphase           | FC Red Bull Salzburg | 3:4    | 1:3 (A) | 2:1 (H)       |

Gesamtbilanz: 67 Spiele, 30 Siege, 13 Unentschieden, 24 Niederlagen, 108:92 Tore (Tordifferenz +16)

## Rekorde
Stand: 26. Januar 2023, nur Bundesliga

### Höchste Siege
| Heimspiele - 8:1 gegen FC Augsburg 2018/19 - 7:1 gegen Borussia Mönchengladbach 1998/99 - 6:0 gegen 1. FC Köln 2000/01 - 6:0 gegen Werder Bremen 2015/16 - 6:0 gegen SC Freiburg 2022/2023 - 6:1 gegen SpVgg Unterhaching 2000/01 - 5:0 gegen 1. FC Nürnberg 2001/02 - 5:0 gegen Arminia Bielefeld 2004/05 - 5:0 gegen Mainz 05 2021/22 | Auswärtsspiele - 5:0 gegen Hannover 96 2008/09 - 5:0 gegen Hertha BSC 2022/23 - 5:1 gegen FC Bayern München 2008/09 - 4:0 gegen 1. FC Köln 2001/02 - 4:0 gegen Borussia Mönchengladbach 2009/10 - 4:0 gegen VfB Stuttgart 2014/15 - 4:0 gegen Hannover 96 2015/16 |

### Höchste Niederlagen
| Heimspiele - 0:6 gegen FC Bayern München 2016/17 - 2:7 gegen Werder Bremen 1999/2000 - 1:6 gegen FC Bayern München 2013/14 - 1:5 gegen VfB Stuttgart 2003/04 - 1:5 gegen Hertha BSC 2009/10 - 1:5 gegen Borussia Dortmund 2016/17 - 0:4 gegen Hannover 96 2012/13 | Auswärtsspiele - 0:6 gegen Borussia Dortmund 2022/23 - 0:6 gegen FC Bayern München 2018/19 - 1:6 gegen MSV Duisburg 1998/99 - 1:6 gegen Werder Bremen 2005/06 - 1:6 gegen Borussia Dortmund 2021/22 - 0:5 gegen FC Bayern München 1999/2000 - 0:5 gegen FC Bayern München 2016/17 |

### Rekordspieler
- Stand: 12. Januar 2025[32]

| Einsätze (Bundesliga) - Maximilian Arnold (360) - Diego Benaglio (259) - Marcel Schäfer (256) - Koen Casteels (238) - Josuha Guilavogui (194) - Robin Knoche (183) - Miroslav Karhan (173) - Alexander Madlung (166) - Josué (164) - Claus Reitmaier (163) | Tore (Bundesliga) - Edin Džeko (66) - Grafite (59) - Wout Weghorst (59) - Diego Klimowicz (57) - Maximilian Arnold (42) - Andrzej Juskowiak (40) - Bas Dost (36) - Tomislav Marić (31) - Ivica Olić (28) - Martin Petrow (28) |

(fett = spielt aktuell beim VfL Wolfsburg)

## Erste Mannschaft

### Kader 2025/26
Stand: 16. August 2025
Kapitän der Mannschaft ist Maximilian Arnold.
| Nr.        | Nat.               | Name                     | Geburtstag        | beim VfL seit | Vertrag bis |
| Tor        | Tor                | Tor                      | Tor               | Tor           | Tor         |
| ---------- | ------------------ | ------------------------ | ----------------- | ------------- | ----------- |
| 01         | Polen              | Kamil Grabara            | 8. Januar 1999    | 2024          |             |
| 12         | Osterreich         | Pavao Pervan             | 13. November 1987 | 2018          | 2026        |
| 29         | Deutschland        | Marius Müller            | 12. Juli 1993     | 2024          |             |
| 30         | Polen              | Jakub ZielińskiU19       | 21. Februar 2008  | 2025          | 2028        |
| Abwehr     |                    |                          |                   |               |             |
| 02         | Deutschland        | Kilian Fischer           | 12. Oktober 2000  | 2022          | 2027        |
| 03         | Slowakei           | Denis Vavro              | 10. April 1996    | 2024          | 2027        |
| 04         | Griechenland       | Konstantinos Koulierakis | 28. November 2003 | 2024          | 2029        |
| 13         | Brasilien          | Rogério                  | 13. Januar 1998   | 2023          | 2027        |
| 15         | Deutschland        | Moritz Jenz              | 30. April 1999    | 2023          | 2027        |
| 21         | Danemark           | Joakim Mæhle             | 20. Mai 1997      | 2023          | 2027        |
| 22         | Frankreich         | Mathys Angély U19        | 21. April 2007    | 2024          |             |
| 25         | Deutschland        | Aaron Zehnter            | 31. Oktober 2004  | 2025          | 2030        |
| 33         | Deutschland        | David Odogu              | 3. Juni 2006      | 2020          |             |
| Mittelfeld |                    |                          |                   |               |             |
| 05         | Brasilien          | Vinicius Souza           | 17. Juni 1999     | 2025          | 2030        |
| 06         | Belgien            | Aster Vranckx            | 4. Oktober 2002   | 2021          | 2029        |
| 07         | Danemark           | Andreas Skov Olsen       | 29. Dezember 1999 | 2025          | 2029        |
| 08         | Ungarn             | Bence Dárdai             | 24. Januar 2006   | 2024          |             |
| 10         | Kroatien           | Lovro Majer              | 17. Januar 1998   | 2023          | 2028        |
| 18         | Tschechien         | Václav Černý             | 17. Oktober 1997  | 2023          | 2027        |
| 19         | Danemark           | Jesper Lindstrøm         | 29. Februar 2000  | 2025          | 2026        |
| 27         | Deutschland        | Maximilian Arnold        | 27. Mai 1994      | 2009          | 2026        |
| 31         | Deutschland        | Yannick Gerhardt         | 13. März 1994     | 2016          | 2025        |
| 32         | Schweden           | Mattias Svanberg         | 5. Januar 1999    | 2022          | 2027        |
| 39         | Osterreich         | Patrick Wimmer           | 30. Mai 2001      | 2022          | 2027        |
| 40         | Vereinigte Staaten | Kevin Paredes            | 7. Mai 2003       | 2022          | 2026        |
| Sturm      |                    |                          |                   |               |             |
| 09         | Algerien           | Mohamed Amoura           | 9. Mai 2000       | 2024          | 2025        |
| 17         | Deutschland        | Dženan Pejčinović        | 15. Februar 2005  | 2022          | 2027        |
| 23         | Danemark           | Jonas Wind               | 7. Februar 1999   | 2022          | 2026        |

### Transfers der Saison 2025/26
| Zugänge          | Zugänge           | Zugänge                       |
| Zeitpunkt        | Spieler           | Abgebender Verein             |
| ---------------- | ----------------- | ----------------------------- |
| Sommerpause 2025 | Václav Černý      | Glasgow Rangers (Leihende)    |
| Sommerpause 2025 | Moritz Jenz       | 1. FSV Mainz 05 (Leihende)    |
| Sommerpause 2025 | Jesper Lindstrøm  | SSC Neapel (Leihe)            |
| Sommerpause 2025 | Dženan Pejčinović | Fortuna Düsseldorf (Leihende) |
| Sommerpause 2025 | Vinicius Souza    | Sheffield United              |
| Sommerpause 2025 | Aaron Zehnter     | SC Paderborn 07               |
| Sommerpause 2025 | Jakub Zieliński   | Legia Warschau                |

| Abgänge           | Abgänge            | Abgänge                      |
| Zeitpunkt         | Spieler            | Aufnehmender Verein          |
| ----------------- | ------------------ | ---------------------------- |
| Sommerpause 2025  | Kofi Amoako *      | Dynamo Dresden               |
| Sommerpause 2025  | Kevin Behrens      | FC Lugano                    |
| Sommerpause 2025  | Bartosz Białek     | SV Darmstadt 98              |
| Sommerpause 2025  | Sebastiaan Bornauw | Leeds United                 |
| Sommerpause 2025  | Manuel Braun *     | Hannover 96 II               |
| Sommerpause 2025  | Bennit Bröger      | SC Paderborn 07              |
| Sommerpause 2025  | Bartol Franjić *** | FC Venedig (Leihe)           |
| Sommerpause 2025  | Jakub Kamiński     | 1. FC Köln (Leihe)           |
| Sommerpause 2025  | Niklas Klinger     | Vertragsende; Ziel unbekannt |
| Sommerpause 2025  | David Leal Costa   | FC Augsburg II               |
| Sommerpause 2025  | Lukas Nmecha       | Leeds United                 |
| Sommerpause 2025  | Mads Roerslev      | FC Brentford (Leihende)      |
| nach Saisonbeginn | Tiago Tomás        | VfB Stuttgart                |

### Trainerstab
Stand: 8. Juli 2025
| Funktion         | Nat.        | Name               | Geburtstag        | Funktion seit |
| ---------------- | ----------- | ------------------ | ----------------- | ------------- |
| Cheftrainer      | Niederlande | Paul Simonis       | 14. Februar 1985  | 2025          |
| Co-Trainer       | Niederlande | Tristan Berghuis   | 13. Februar 1996  | 2025          |
| Co-Trainer       | Niederlande | Peter van der Veen | 28. Juni 1972     | 2025          |
| Analytiker       | Niederlande | Martin Darneviel   |                   | 2025          |
| Übergangstrainer | Niederlande | Koen Stam          | 27. Februar 1987  | 2025          |
| Torwarttrainer   | Deutschland | Pascal Formann     | 16. November 1982 | 2017          |

## Alle Trainer seit 1963
(Interimstrainer sind gelistet, sofern sie ein Pflichtspiel absolviert haben)
- Ludwig Lachner (1. Juli 1963 bis 30. Juni 1966)
- Imre Farkaszinski (1. Juli 1966 bis 16. Januar 1975)  1  2
- Fritz Schollmeyer (17. Januar 1975 bis 23. April 1975)
- Günther Brockmeyer (24. April 1975 bis 28. April 1975)
- Paul Kietzmann (29. April 1975 bis 28. November 1975)
- Radoslav Momirski (2. Dezember 1976 bis 4. März 1978)
- Imre Farkaszinski (5. März 1978 bis 2. Dezember 1978)  3
- Henk van Meteren (4. Dezember 1978 bis 29. April 1979)
- Wilfried Kemmer (30. April 1979 bis 20. Oktober 1983)
- Imre Farkaszinski (22. Oktober 1983 bis 30. Juni 1984)  4
- Wolf-Rüdiger Krause (1. Juli 1984 bis 30. Juni 1988), legendäres Pokalspiel gegen Bremen: 4:5 nach Verlängerung, 1987/88
- Horst Hrubesch (1. Juli 1988 bis 30. Juni 1989)
- Ernst Menzel (1. Juli 1989 bis 30. Juni 1991)
- Uwe Erkenbrecher (1. Juli 1991 bis 8. Februar 1993)
- Dieter Winter (interim; 9. Februar 1993 bis 15. Februar 1993)
- Eckhard Krautzun (16. Februar 1993 bis 5. April 1995)
- Gerd Roggensack (6. April 1995 bis 22. Oktober 1995), DFB-Pokalendspiel 1995
- Willi Reimann (23. Oktober 1995 bis 15. März 1998), Bundesliga-Aufstieg 1997
- Uwe Erkenbrecher (interim; 18. März 1998 bis 22. März 1998)  2
- Wolfgang Wolf (23. März 1998 bis 4. März 2003), Klassenerhalt 1997/98, UEFA-Cup-Teilnahme 1999/2000
- Jürgen Röber (4. März 2003 bis 4. April 2004)
- Eric Gerets (4. April 2004 bis 28. Mai 2005), erstmals Bundesliga-Tabellenführer 2004/05
- Holger Fach (1. Juli 2005 bis 19. Dezember 2005)
- Klaus Augenthaler (29. Dezember 2005 bis 19. Mai 2007), Klassenerhalt 2005/06 und 2006/07
- Felix Magath (15. Juni 2007 bis 30. Juni 2009), UEFA-Cup-Teilnahme 2008/09, Deutscher Meister 2008/09
- Armin Veh (1. Juli 2009 bis 25. Januar 2010), UEFA Champions League 2009/10
- Lorenz-Günther Köstner (interim; 25. Januar 2010 bis 30. Juni 2010)
- Steve McClaren (1. Juli 2010 bis 7. Februar 2011)
- Pierre Littbarski (interim; 7. Februar 2011 bis 18. März 2011)
- Felix Magath (18. März 2011 bis 25. Oktober 2012)  2, Klassenerhalt 2010/11
- Lorenz-Günther Köstner (interim; 25. Oktober 2012 bis 31. Dezember 2012)  2
- Dieter Hecking (1. Januar 2013 bis 17. Oktober 2016); UEFA Europa League 2014/15, UEFA Champions League 2015/16, DFB-Pokalsieg 2015, DFL-Supercup 2015
- Valérien Ismaël (18. Oktober 2016 bis 26. Februar 2017)
- Andries Jonker (27. Februar 2017 bis 18. September 2017)
- Martin Schmidt (18. September 2017 bis 19. Februar 2018)
- Bruno Labbadia (20. Februar 2018 bis 25. Mai 2019)
- Oliver Glasner (30. Juni 2019[35] bis 30. Juni 2021)
- Mark van Bommel (1. Juli 2021 bis 24. Oktober 2021)
- Florian Kohfeldt (28. Oktober 2021 bis 15. Mai 2022)[36]
- Niko Kovač (1. Juli 2022 bis 17. März 2024)
- Ralph Hasenhüttl (18. März 2024 bis 4. Mai 2025)
- Daniel Bauer (interim; 5. Mai 2025 bis 17. Mai 2025)
- Paul Simonis (seit 1. Juli 2025)

## Derbys
In den Medien gelten Spiele der Wolfsburger gegen Hannover 96 und gegen Eintracht Braunschweig als Derbys. Die Fanszenen der Vereine aus Braunschweig und Hannover widersprechen dieser Sichtweise und sehen die Spiele gegeneinander als die wahren Niedersachsenderbys an.

## Sonstiges

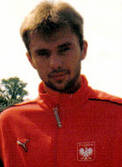
Krzysztof Nowak

- Der VfL Wolfsburg fördert die Krzysztof Nowak-Stiftung[40], die 2002 von dem Spieler Krzysztof Nowak, „der Nummer 10 der Herzen“, gegründet wurde. Nowak litt ab Ende 2000 an der unheilbaren Krankheit Amyotrophe Lateralsklerose (ALS) und verstarb 2005 im Alter von 29 Jahren.
- Am 10. Januar 2015 starb der erst 20-jährige Spieler Junior Malanda bei einem Autounfall auf der A 2 auf dem Weg zum Flug ins Wintertrainingslager in Südafrika.
- Die offizielle Hymne des VfL ist Immer nur du; die alte Hymne lautet Grün-Weiß VfL.[41]
- Nach Toren des VfL wird ein Ausschnitt aus dem Song Rama Lama Ding Dong von Rocky Sharpe And The Replays angespielt.
- Einmarschmusik ist das Lied Sirius von The Alan Parsons Project.
- Seit dem erstmaligen Aufstieg 1997 gehört der VfL Wolfsburg ununterbrochen der Bundesliga an und damit neben dem FC Bayern München, Bayer 04 Leverkusen, der TSG 1899 Hoffenheim, dem FC Augsburg, RB Leipzig sowie dem 1. FC Union Berlin zu den sieben Mannschaften, die noch nie einen Abstieg aus der 1. Bundesliga hinnehmen mussten.
- Der VfL war 22-mal Spitzenreiter der Bundesliga (Stand: 21. Dezember 2020).
- Ewige Tabelle der Bundesliga: Platz 15 mit 1.250 Punkten[42]
- Der VfL Wolfsburg hat über 130 Fanclubs.[43]
- Das Maskottchen der „Wölfe“ heißt Wölfi.
- Am 23. Februar 2000 bestritt Zoltan Sebescen als erster Wolfsburger ein Spiel für die deutsche Nationalmannschaft.
- Julian Draxler (~37 Millionen Euro), André Schürrle (~30 Millionen Euro), Kevin De Bruyne (~20 Millionen Euro), Luiz Gustavo (~17 Millionen Euro) und Diego (~15,5 Millionen Euro) gehören zu den teuersten Neuzugängen des VfL Wolfsburg.
- Die teuersten Abgänge waren Kevin De Bruyne und Edin Džeko, die für ungefähr 75 Millionen bzw. 37 Millionen Euro zu Manchester City wechselten. Julian Draxler wechselte für ca. 45 Millionen Euro zu Paris Saint-Germain, André Schürrle für etwa 32 Millionen Euro zum BVB.
- 2015 wurde Kevin De Bruyne zum deutschen Fußballer des Jahres gewählt.
- 2015 war Dieter Hecking Deutschlands Fußballtrainer des Jahres.
- 2015 gewann sowohl die Männer- als auch die Frauenmannschaft den DFB-Pokal im jeweiligen Wettbewerb.
- Seit Januar 2017 existiert eine Partnerschaft mit dem US-amerikanischen Fußballklub Chattanooga FC.[44] Dieser spielt in der drittklassigen National Independent Soccer Association. Zur Saison 2021 wird das Wappen des VfL zudem anstelle eines Sponsorenlogos auf den Auswärtstrikots des Chattanooga FC zu sehen sein. Darüber hinaus fördert der VfL Wolfsburg die Reaktivierung einer Frauenmannschaft zur Saison 2022 und setzt sich für die Nachwuchsförderung, die Spielerentwicklung und Trainerausbildung ein.[45]

## Zweite Mannschaft (U23)

### Geschichte
Die Amateure des VfL Wolfsburg spielten, bis zur Abmeldung der Mannschaft, seit der Saison 2011/12 in der viertklassigen Regionalliga Nord. Bis Ende 2014 war deren Spielstätte das VfL-Stadion am Elsterweg; anschließend war die Mannschaft im neu errichteten AOK Stadion beheimatet.
Die Amateure wurden in der Saison 2013/14 Meister in der Regionalliga Nord und spielten gegen die SG Sonnenhof Großaspach in der Relegation um den Aufstieg in die 3. Liga. Während das Hinspiel in Großaspach torlos endete, unterlag der VfL im Rückspiel mit 0:1 und verpasste damit den Aufstieg. 2016 verpasste der VfL als Meister der Regionalliga Nord erneut den Aufstieg in die 3. Liga, als man sich in der Relegation dem SSV Jahn Regensburg geschlagen geben musste. Auch im Jahr 2019 wurden die Amateure wieder Meister der Regionalliga Nord und scheiterten in den Aufstiegsspielen am FC Bayern München II.
Nach der Saison 2020/21 wurde die zweite Mannschaft im Zuge einer strategischen Neuausrichtung des Nachwuchsbereichs vom Spielbetrieb abgemeldet. Gleichzeitig wurde mit dem SKN St. Pölten ein Kooperationsvertrag über vier Spielzeiten abgeschlossen, der es Talenten ermöglicht, auf Leihbasis zum Verein aus Niederösterreich zu wechseln.
Mit 330 Einsätze ist Julian Klamt Rekordspieler der U23 des VfL Wolfsburg. Von 2001 bis 2021 war er als Spieler des VfL Wolfsburg aktiv und unterschrieb von 2009 bis 2012 einen Profivertrag in der ersten Mannschaft.

### VfL Wolfsburg Breitenfußball 2
Im Zuge der Abmeldung des VfL Wolfsburg II aus der Regionalliga in der Saison 2020/21 wurde der VfL Wolfsburg Breitenfußball 2 in die zweite Kreisklasse Wolfsburg integriert. In der Saison 2022/23 gewann er diese und befindet sich aktuell in der 1. Kreisklasse Wolfsburg.

### VfL Wolfsburg III
In der Saison 2004/05 gab es die dritte Mannschaft des VfL Wolfsburg, die nach dieser Saison wieder abgemeldet wurde.

### Erfolge
- Meister in der Regionalliga Nord 2014, 2016, 2019 (VfL Wolfsburg II)
- In der 1. Runde des DFB-Pokals 2001/02 besiegte die Amateurmannschaft des VfL den späteren deutschen Meister Borussia Dortmund mit 1:0, schied dann aber in der 2. Runde gegen Hannover 96 mit 0:4 aus. (VfL Wolfsburg II)
- Meister in der 2. Kreisklasse Wolfsburg 2022/23 (VfL Wolfsburg Breitenfußball 2)

## Jugendfußball
Sowohl die A- als auch die B-Jugend- wie auch die weiteren Juniorenmannschaften spielen in den jeweiligen Bundes- (A-Junioren-Bundesliga, B-Junioren-Bundesliga) und Regionalligen sehr erfolgreich. So erreichte die A-Jugend-Mannschaft in der Saison 2007/08 das Finale um die deutsche Meisterschaft, das mit 0:2 gegen den SC Freiburg verloren wurde. Am Ende der Saison 2010/11 setzte man sich im Finale gegen den 1. FC Kaiserslautern mit 4:2 durch und wurde deutscher Meister. Im April 2013 schaffte die U19 einen Titelhattrick mit der dritten Meisterschaft in der Bundesliga Nord/Nordost in Folge.

### Erfolge der Juniorenmannschaften
- Deutscher A-Junioren-Meister 2010/11, 2012/13
- Deutscher A-Junioren-Vizemeister 2007/08
- A-Junioren-Meister der Bundesliga Nord/Nordost 2007/08, 2010/11, 2011/12, 2012/13
- Regionalligameister Nord A-Junioren 2002/03
- Regionalligameister Nord B-Junioren 2003/04, 2004/05, 2005/06

### „NachwuchsLeistungsZentrum“
Jungen Fußballtalenten wird mit dem 2008 neu erbauten „NachwuchsLeistungZentrum“ (NLZ) des VfL Wolfsburg, das zu den modernsten Sportstätten in Deutschland gehört, die Chance geboten, für den Leistungsbereich von der U8 bis zur U23 ausgebildet zu werden. Die Mannschaften des Internats werden von ehemaligen Bundesligaspielern wie z. B. Matthias Stammann (U15) trainiert. Leiter der Nachwuchsabteilung war bis 2018 Fabian Wohlgemuth. Sein Nachfolger war Pablo Thiam, der 2022 von Michael Gentner abgelöst wurde.

### VfL-Fußballschule
Die VfL-Fußballschule veranstaltet seit Anfang 2010 neben den Trainingscamps in den Oster-, Sommer- und Herbstferien viele weitere Events (Erlebnisspieltage, Fördertraining, Fußballschulen-Cup u. v. m.), um Kindern fußballerische Grundlagen und wichtige Werte wie Teamgeist und Fairness zu vermitteln. Leiter der Schule ist Roy Präger, der unter anderem von Frank Greiner unterstützt wird.

## Frauenfußball

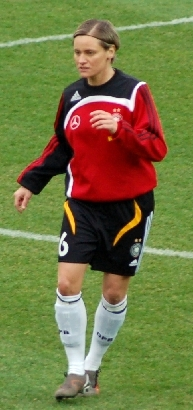
Ex-Nationalspielerin Martina Müller

Am 1. Juli 2003 übernahm der VfL Wolfsburg die Frauenfußballabteilung des WSV Wendschott. In der Saison 2010/11 umfasst die Abteilung drei Frauen- und zwei Mädchenmannschaften. Die erste Frauenmannschaft spielt seit dem letzten Aufstieg im Jahre 2006 in der Bundesliga und gewann 2013 erstmals die deutsche Fußballmeisterschaft, den DFB-Pokal sowie die UEFA Women’s Champions League. Eine Saison später (2013/14) verteidigte der VfL als erste deutsche Mannschaft seinen Champions-League-Titel. Seit der Saison 2011/12 beendete der Verein jede Saison unter den zwei bestplatzierten Teams der Bundesliga. Insgesamt gewann der Verein siebenmal die Meisterschaft, zuletzt 2022, und elfmal den DFB-Pokal, darunter von 2015 bis 2024 zehnmal in Folge.
Die Abteilung geht auf die im Jahre 1973 gegründete Frauenfußballabteilung des VfR Eintracht Wolfsburg zurück. Unter diesem Namen wurde 1984 das Finale im DFB-Pokal erreicht. 1990 gehörte der VfR Eintracht zu den Gründungsmitgliedern der Bundesliga. Als der VfR Eintracht 1996 vor dem Konkurs stand, wechselte die Abteilung zum WSV Wendschott, ehe 2003 der Wechsel zum VfL folgte.
Der VfL bzw. dessen Vorgängervereine stellten mehrere deutsche Nationalspielerinnen wie die heutige Managerin der Nationalmannschaft, Doris Fitschen, die Weltmeisterinnen Stefanie Gottschlich und Martina Müller sowie die Europameisterinnen Britta Carlson und Petra Damm.

## VfL Wolfsburg eSport
Der VfL Wolfsburg hat als erster Fußball-Bundesligist seit Mai 2015 eine E-Sportabteilung; mit dem Spiel FIFA nimmt der Klub an diversen kompetitiven Turnieren und Ligen teil.
Für den VfL Wolfsburg ist dies nicht der erste Kontakt mit der Gaming-Szene. Bereits im November 2013 wurde gemeinsam mit EA SPORTS ein Turnier der Virtuellen Bundesliga (VBL) in der Volkswagen Arena veranstaltet.
Die aktuelle Aufstellung des FIFA-Teams besteht aus:
| Nat.        | Name                         | Position   | seit |
| ----------- | ---------------------------- | ---------- | ---- |
| Deutschland | Benedikt „Salz0r“ Saltzer    | E-Sportler | 2015 |
| Deutschland | Benedikt „BeneCR7x“ Bauer    | E-Sportler | 2018 |
| Deutschland | Dylan „DullenMIKE“ Neuhausen | E-Sportler | 2019 |
| Deutschland | Riad „itsRiaad“ Fazlija      | E-Academy  | 2018 |

## Tischtennis
In der Saison 1959/60 spielte die Herrenmannschaft in der Tischtennis-Oberliga, der damals höchsten deutschen Spielklasse.